# Egagrópila

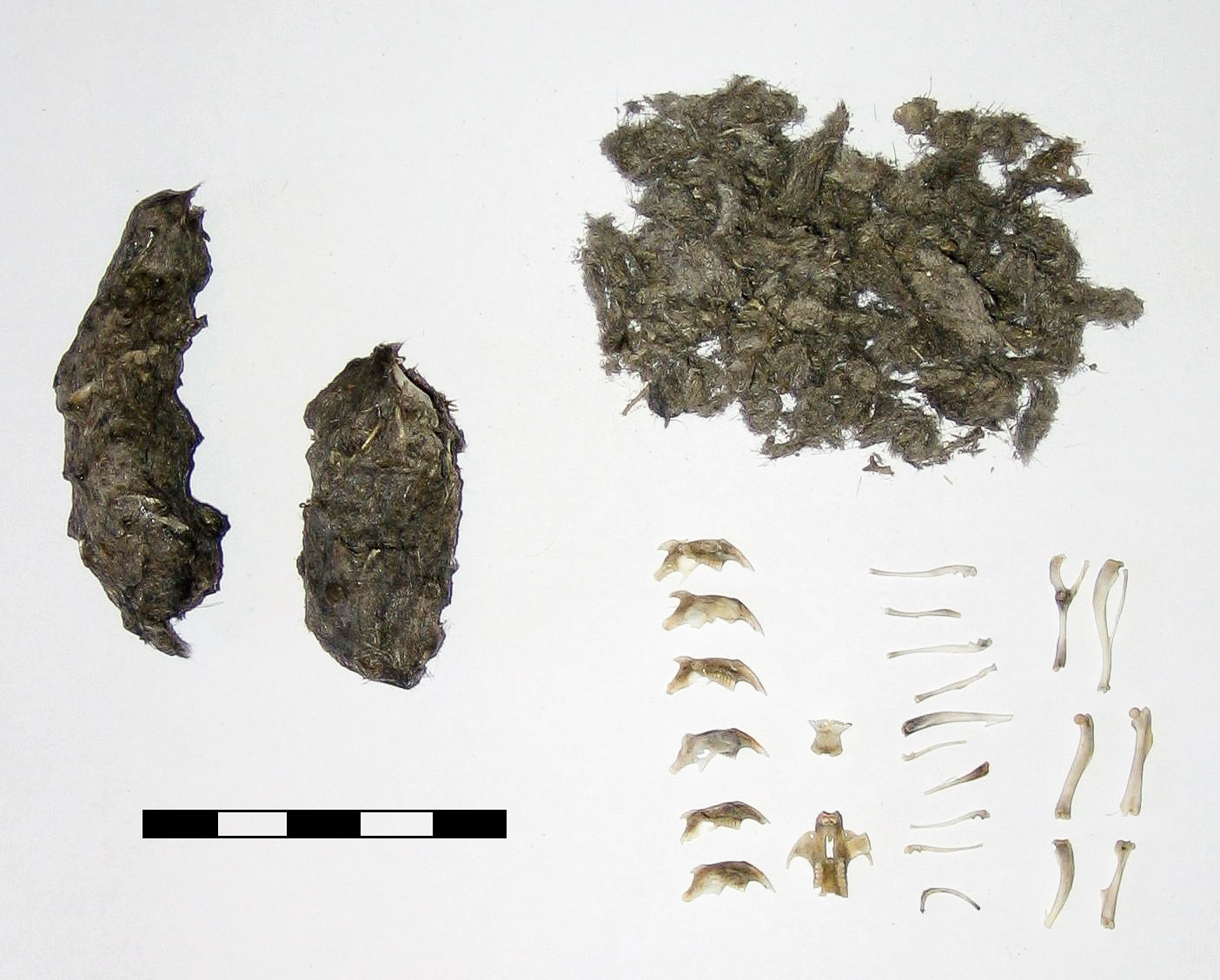
Egagrópilas de búho chico. Abajo a la derecha se han separado diversos huesos de roedor.

Las egagrópilas (conocidas en cetrería también como plumadas o pelotas) son bolas formadas por restos de alimentos no digeridos que regurgitan algunas aves carnívoras. Entiéndese por regurgitar al acto de expulsar por la boca, sin el esfuerzo ni las sacudidas de la emesis, algunos contenidos sólidos o líquidos del tubo digestivo. El contenido de cada egagrópila así expulsada depende de la dieta del ave, pero normalmente contienen huesos, piel, pelambre, exoesqueletos de insectos, materia vegetal indigerible por exceso de celulosa, plumas, uñas y dientes, que las aves no pueden digerir. Son muy útiles en ornitología para saber el tipo de alimentación que estas llevan y en ecología para conocer las relaciones de predación. Suelen ser muy normales entre búhos, lechuzas, buitres y otras rapaces.
En general, las egagrópilas difieren entre especies y estas pueden a menudo discernirse por la observación del material regurgitado. Por ejemplo, las de la lechuza común son redondeadas, oscuras y tienen un cierto brillo en la superficie, mientras que las del cárabo común son menos compactas y más grisáceas.

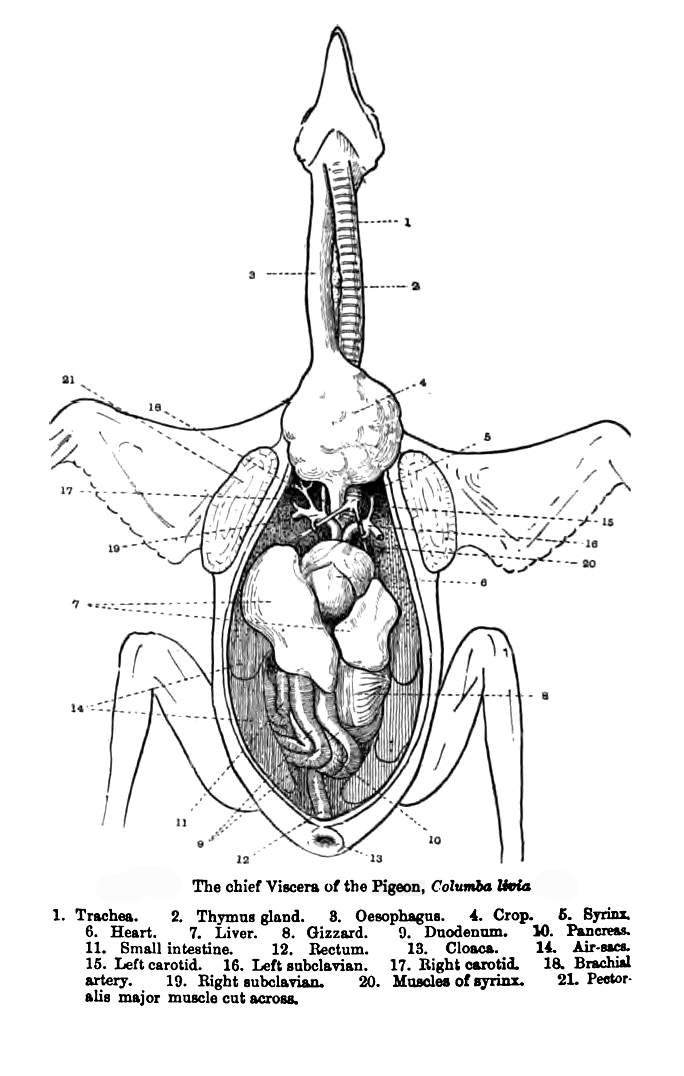
Disección del tracto digestivo de un ave. El número 8 indica la molleja (gizzard) y el número 4 el buche (crop).

El nombre proviene del latín científico aegagropila, acuñado a partir del griego antiguo αἴγαγρος (aígagros), "cabra silvestre" (dicha también "montés"), y pila, "pelota", término este quizás vinculado al latín pilus —"pelo"— por la referencia a una regurgitación superficialmente similar que ocurre en el ganado. En efecto, esa regurgitación pecuaria incluye a los vulgarmente llamados "empachos de buey" y la caprina piedra bezoar, esta un famosísimo ingrediente de la farmacopea antigua y medieval usada como contraveneno (a veces eficaz contra el arsénico) y ocasionalmente tan bello que se la consideraba piedra semipreciosa. Esas masas regurgitadas, que asimismo se ven en humanos que ingieren su pelo (tricofagia), difieren de las egagrópilas aviares en que aquellas están constituidas por pelo ingerido al lamerse los semovientes a sí mismos y mutuamente, pelo aglomerado con despojos vegetales y a veces tierra o calcáreos del suelo; y en que tales masas "tienen un olor débilmente aromático, y cuando se las toca con la lengua producen cierta astricción".

## Formación y funciones fisiológicas

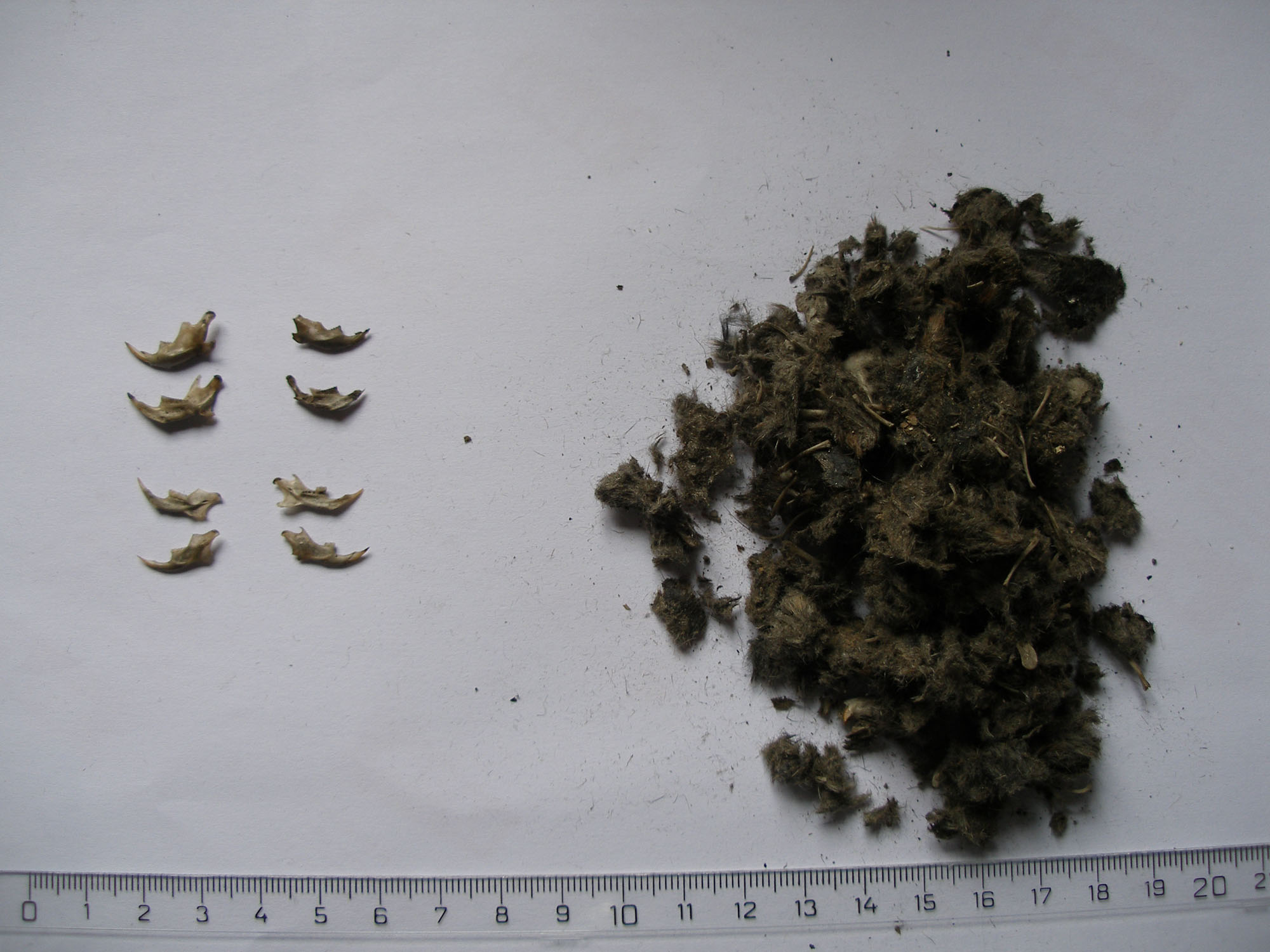
Egagrópilas desmenuzables de las que se extrajeron ocho mandíbulas de (cuatro) lauchas.

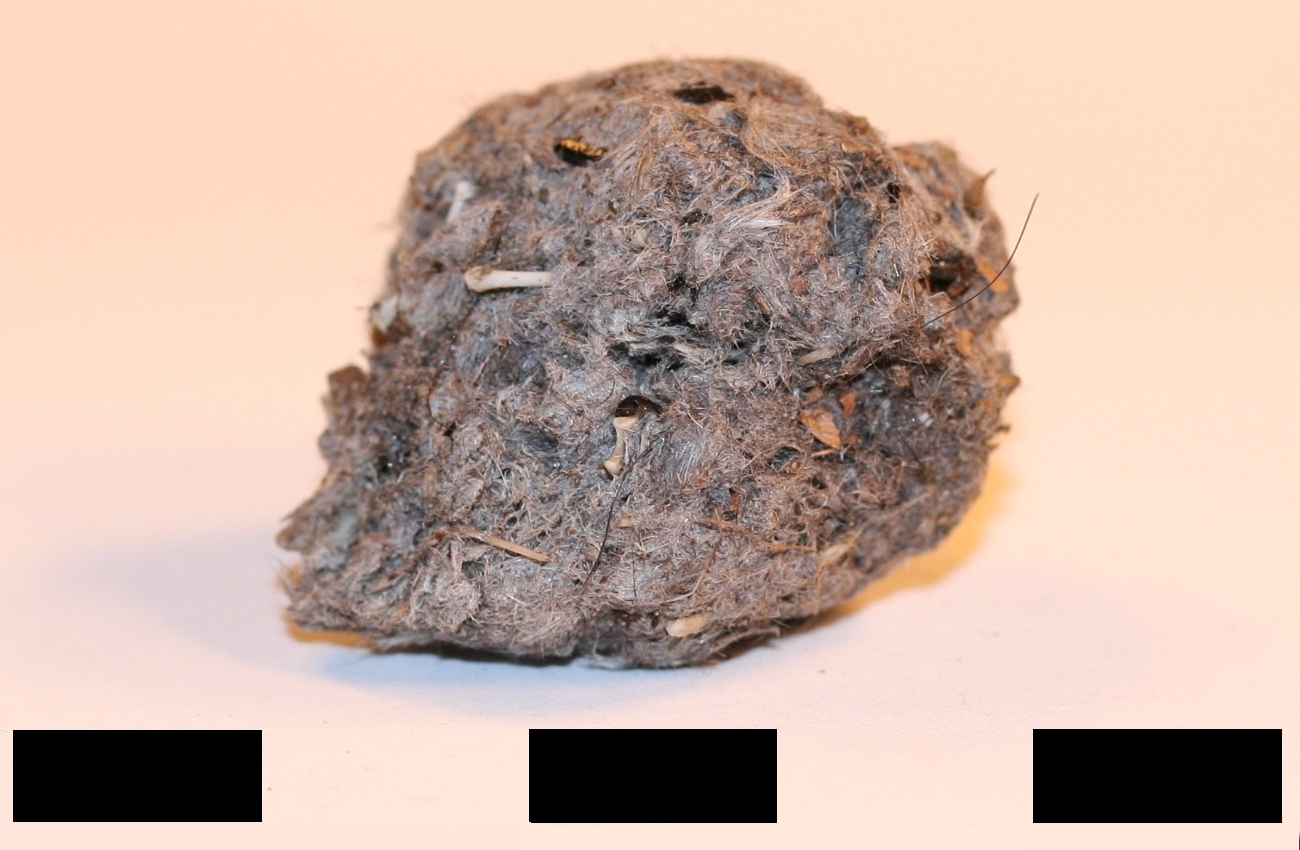
Egagrópila aviar: la longitud de cada unidad de la escala es de 1 cm.

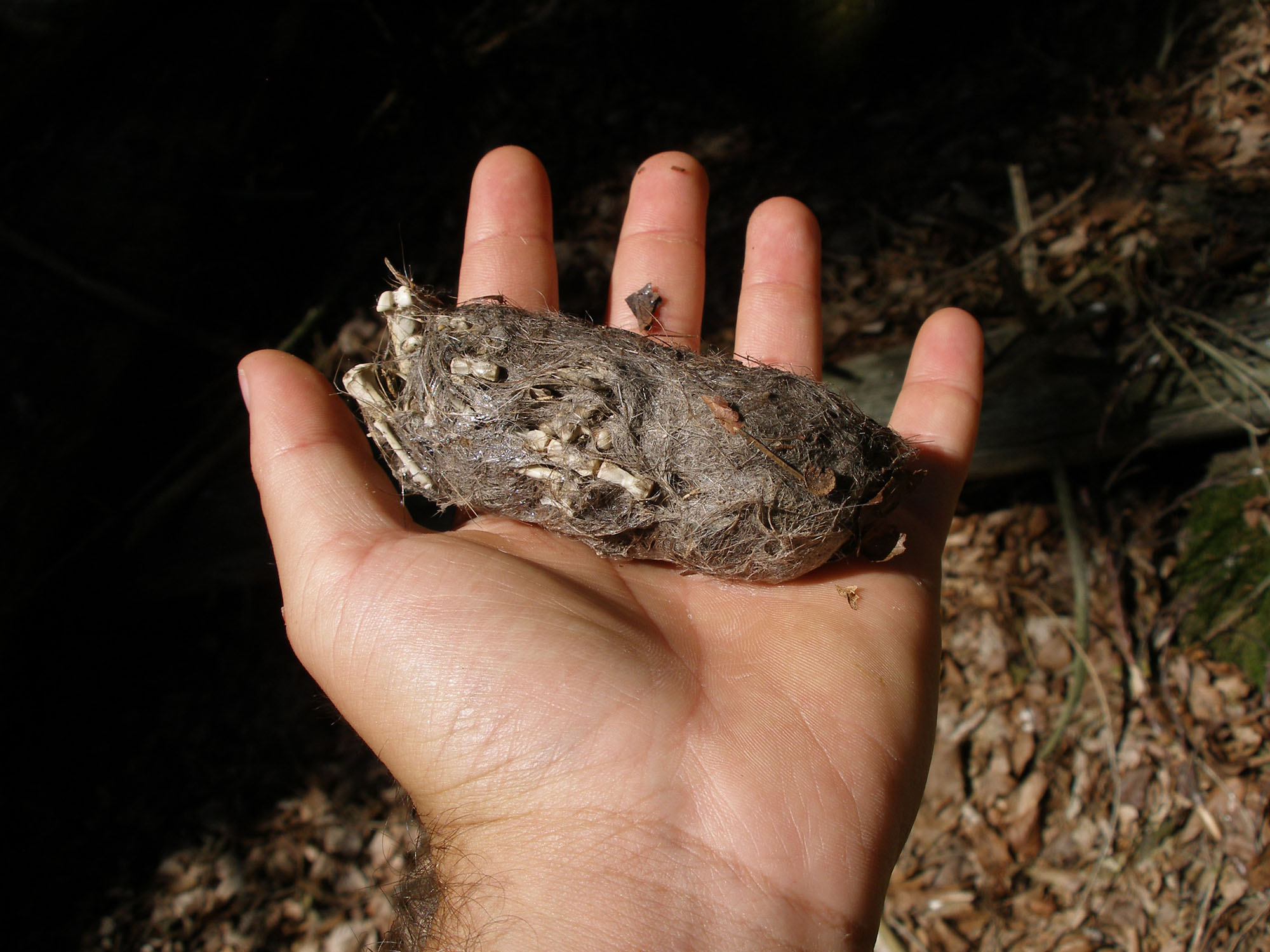
Egagrópila del búho real (Bubo bubo).

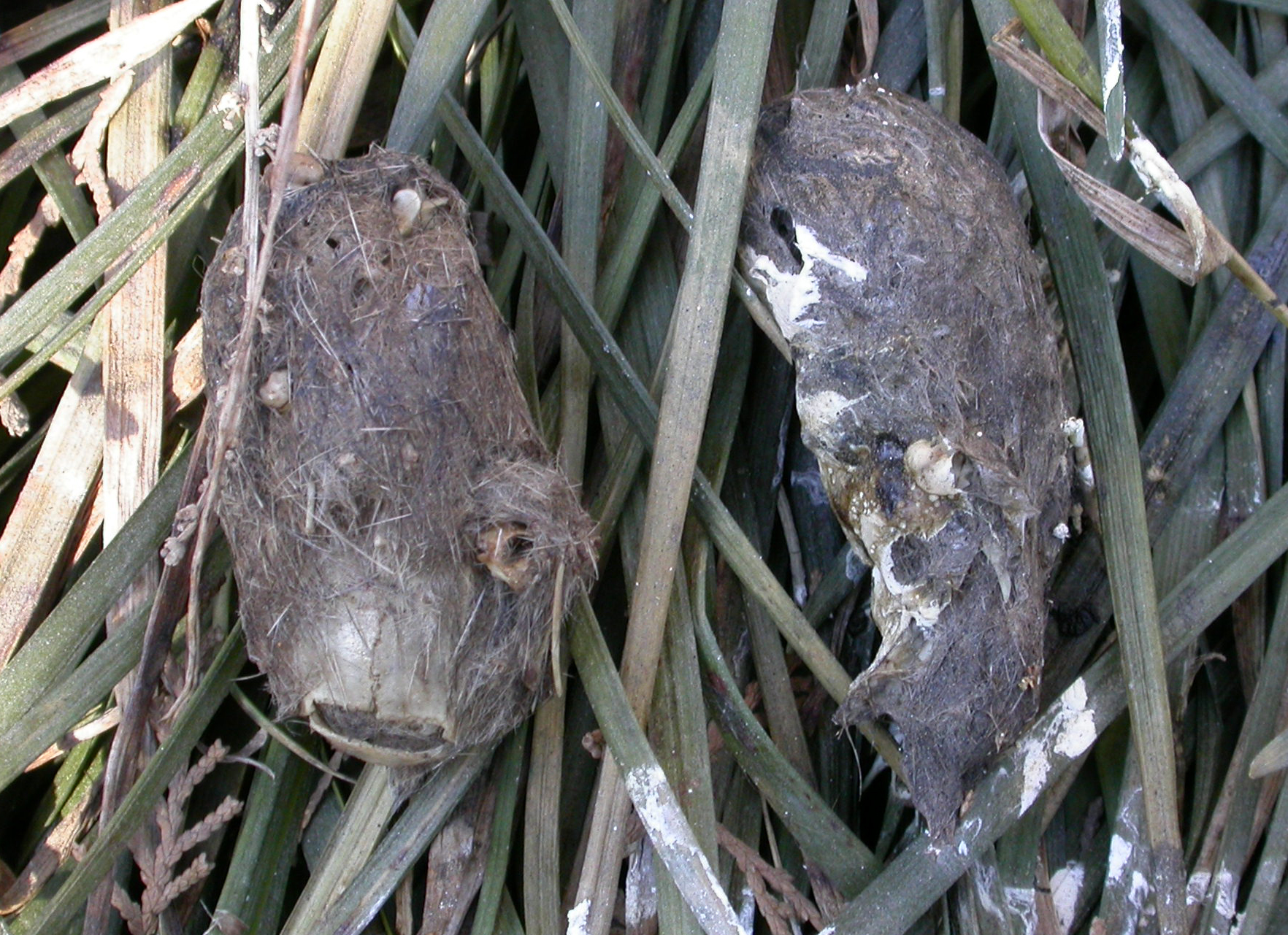
Egagrópilas (shituan) del búho orejudo o búho chico (Strix otus).

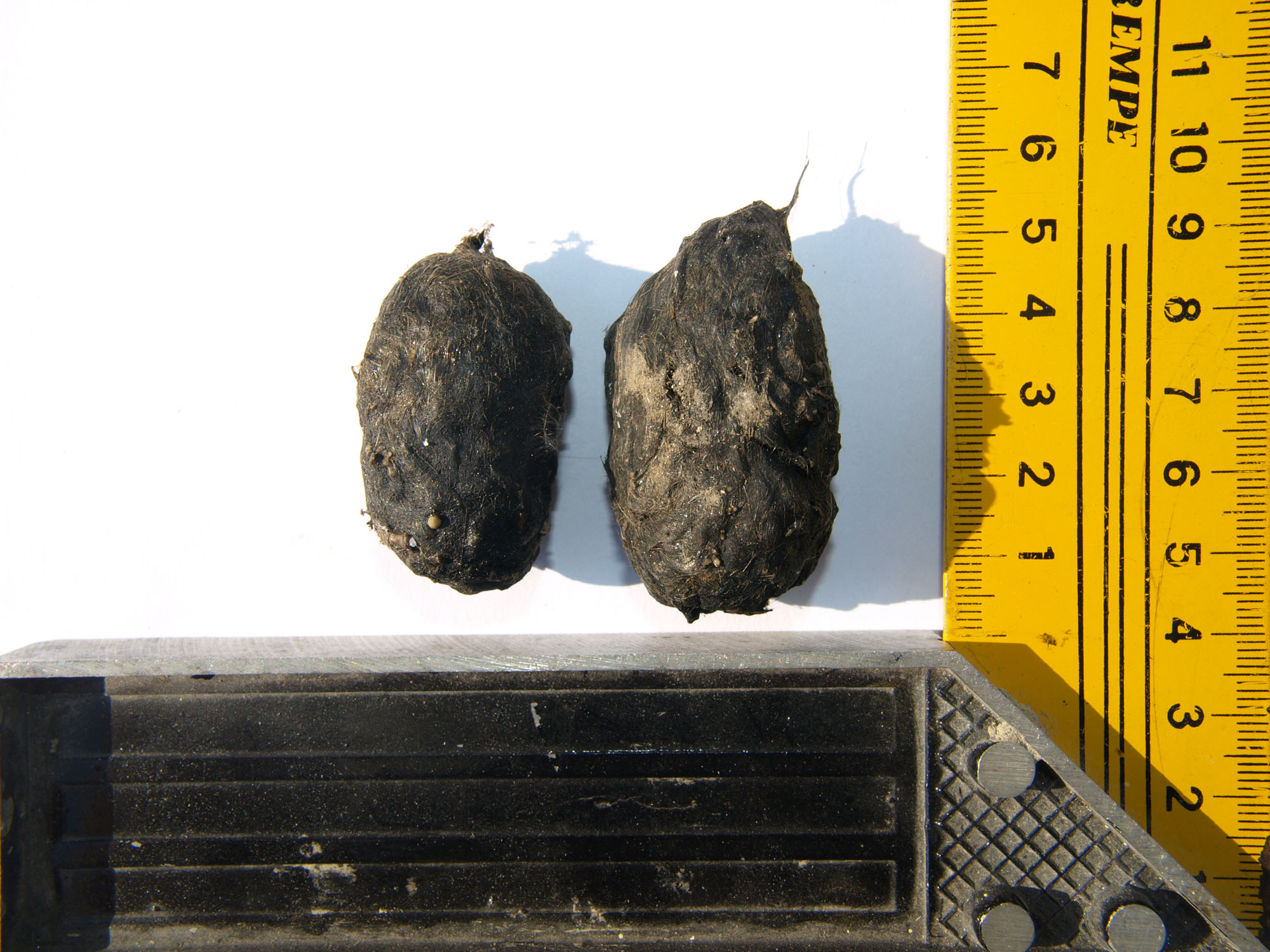
Egagrópilas regurgitadas por un ave de especie desconocida.

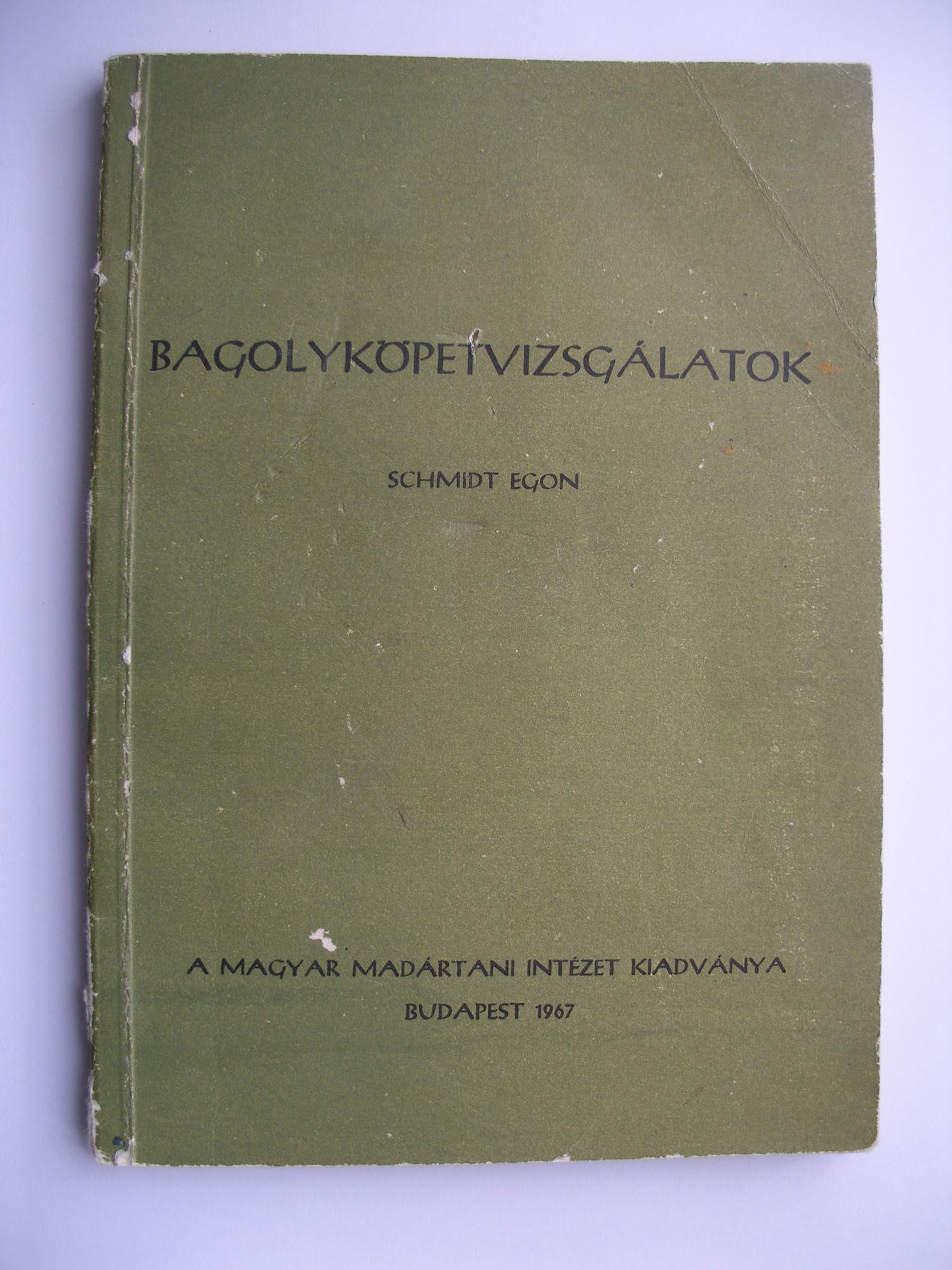
Tapa del tratado del ornitólogo húngaro Egon Schmidt acerca de las egagrópilas.

Las egagrópilas se forman dentro de las primeras seis a diez horas (a veces, sólo dos) de una comida, en el estómago muscular o molleja del ave, a veces con participación volumétrica (o sea, aportando volumen contenedor) del estómago glandular o proventrículo y buche blandos, de función ensalivante y constitutiva del bolo alimenticio antes de su paso hacia la molleja; ambos están situados, en el tubo digestivo, inmediatamente adelante de esta última. El acto regurgitatorio es impulsado por contracción de la musculatura de la molleja. La formación y regurgitación de las egagrópilas permite al pájaro remover material indigerible que en caso contrario obliteraría (taparía) su estómago glandular o proventrículo. En aves de presa, la regurgitación de las egagrópilas contribuye a mantener la buena salud del ave también de otro modo, baqueteando o "fregando" las partes iniciales del tracto digestivo, incluyendo las fauces, de cuyas superficies mucosas se eliminan así cíclicamente colonias bacterianas.
En las especies de halcón y búhos, las egagrópilas son grises o castaño claro, variando en forma desde esferoides a oblongas o infundibuliformes (es decir, son más o menos redondas, o bien ovoides, o bien parecen un cono o embudo). En aves mayores tienen tres a seis centímetros en su eje mayor, y en aves canoras, algo más de un centímetro.  Muchas otras especies producen egagrópilas, incluyendo entre ellas a los somormujos, garzas, cormoranes, gaviotas, gaviotines, martines pescadores, cuervos, cascanueces, cinclos, alcaudones, golondrinas, y la mayor parte de las aves limícolas.
En cetrería, cuando un halcón regurgita las plumadas redondas, grises o marrones o blancas (a menudo toman ese color por picar y tragar el algodón empleado en la protección de sus garras), sin hedor, y no muy húmedas, el halcón está sano; si se presentan de otro modo, en particular negras, verdosas, babosas o por ese estilo, ello es patognomónico de infección o enfermedad digestiva.
Supone un elemento importante para el estudio de las aves que las generan, ya que permite conocer tanto sus radios de caza como la alimentación que siguen, así como de las poblaciones de los micromamíferos y reptiles que habitan en dichas zonas. Es común encontrarlas sobre el suelo en las zonas donde anidan. Los ornitólogos colectan las egagrópilas de las especies a lo largo del tiempo, para analizar la variación estacional o eventual en sus ingestas.
Gran ventaja que provee la colección de egagrópilas es que permite determinar las dietas sin necesidad de matar y autopsiar a las aves. Se las encuentra en diferentes ubicaciones, según las especies. En general, los sitios de percha y anidamiento son lugares apropiados para buscarlas: para la mayoría de las especies de halcones, ñacurutúes y lechuzas, bajo las coníferas; para las lechuzas de los campanarios, en las bases de las hondonadas o en establos y silos; para otras especies de búhos, en sus madrigueras o en campos inundados o pastizales.
Los ornitólogos, al examinar las egagrópilas, han hallado dentro de ellas componentes bastante imprevisibles, incluso los tubos anulares que se les coloca en una pata a aves tales como las palomas mensajeras y habían sido colocados, indicando lugar y fecha, tiempo antes a pájaros luego consumidos por un ave de presa. En los Estados Unidos, el contenido de las egagrópilas de tecolotes ha mostrado anillas puestas en herrerillos bicolores, carboneros cabecinegros y jilgueros amarillos o canarios salvajes, ingeridos por los tecolotes. En 1966, se halló en Oregón una egagrópila de águila real que contenía la anilla puesta en un pato silbón cuatro meses antes a unos 1600 km (1000 millas), en una localidad al sur de California.
El ornitólogo húngaro Egon Schmidt (nacido en 1931) dedicó largos años a producir un erudito volumen (fuente: Wikipedia en húngaro, artículos Köpet y Schmidt Egon) tratando de sintetizar los conocimientos para la identificación de las egagrópilas. Un sitio de red en francés explica pedagógicamente la preparación para su estudio y conservación.
Los restos de micromamíferos pueden extraerse para su determinación:
- En seco: desmenuzando la egagrópila con las manos enguantadas e instrumentos de disección (aguja enmangada de disección, pinzas diversas rectas y curvas, bisturíes o escalpelos, etc.).
- En húmedo: dejándola en agua y esperando a que se desmenuce sola.

Se suelen utilizar especialmente para determinar con mayor certeza a qué especie corresponden los huesos o fragmentos óseos incluidos en la plumada, las mandíbulas inferiores y también los cráneos o fragmentos de estos. Por ejemplo, el lirón careto es el único roedor de la península ibérica cuya mandíbula luce en la apófisis angular un orificio natural, que lo torna inconfundible en las identificaciones de restos provenientes de egagrópilas.

## Precauciones para su estudio: riesgos de infección y de contaminaciones
El pelo, los huesos y otras partes corporales (como miembros, fragmentos de piel, incluso heces) de roedores conservados en las egagrópilas bien pueden vehiculizar virus y bacterias viables provenientes de los roedores. Resulta, pues, aconsejable esterilizar las egagrópilas en un horno de microondas antes de estudiar su composición en restos óseos o minerales. Aunque ello no permitiría realizar análisis orgánicos, es especialmente importante para el uso pedagógico en escuelas secundarias y universidades. No hace mucho, Smith et al. describieron dos brotes de Salmonella typhimurium ocasionados en escuelas públicas por esa vía. Los mismos roedores, aun los omnívoros, tienden a evitar alimentarse con las egagrópilas de búhos y lechuzas, tal vez como una adaptación originada en su potencial infeccioso. En España las egagrópilas son frecuentes en los olivares, y bosques templados, que suelen dar cobijo a numerosas especies de rapaces nocturnas. También son frecuentes en campanarios, casas viejas y roquedos, y su manipulación exige precauciones similares.

## Razonamientos y métodos matemáticos utilizados comúnmente para el análisis y evaluación de las egagrópilas
- Prepárese una sencilla lista de especies en correlación con características observables de las egagrópilas, para realizar una atribución preliminar de la muestra de especímenes colectados dentro del conjunto de las especies regurgitadoras y sus presas que se encuentran en una localidad.
- Compútese el número aproximado de presas individuales por egagrópila y por especie regurgitadora, y calcúlese el porcentaje aproximado de centros de recogida, en comparación con toda la muestra.
- Las muestras recogidas a intervalos regulares se pueden trazar para cada etapa del desarrollo de la población presa (por el tamaño y maduración de estas) y por estación del año.
- Procédase a la definición de la biomasa total y composición en cada espécimen completo; el peso de la presa se puede calcular utilizando la media y ajustándola con otros parámetros anatómicos (por ejemplo, la proporción del tamaño de restos osteológicos al peso de la presa: véase el tamaño de los maxilares y otros huesos de ratón en las dos primeras figuras, arriba en esta página).
- La abundancia relativa de las presas ayuda a estimar el número medio de presas que encontró la especie regurgitadora de las egagrópilas.
- El índice de dominancia por comunidad muestra el orden interespecífico de dominación y dirección de la predación entre dos especies; KDI = y1 + y2 / y x 100
- El índice de diversidad de Shannon-Weaver es uno de los métodos más utilizados para el cálculo de la diversidad:

{\displaystyle H^{\prime }=-\sum _{i=1}^{S}(p_{i}\ln p_{i})}

## Paleontología
Algunos yacimientos de fósiles de micromamíferos se han formado por la acumulación de egagrópilas, sobre todo los de origen kárstico, dando lugar en ocasiones a auténticas brechas óseas con millones de restos.